# Trichoglottis bipunctata
Trichoglottis bipunctata är en orkidéart som först beskrevs av Charles Samuel Pollock Parish och Heinrich Gustav Reichenbach, och fick sitt nu gällande namn av Tsin Tang och Fa Tsuan Wang. Trichoglottis bipunctata ingår i släktet Trichoglottis och familjen orkidéer. Inga underarter finns listade i Catalogue of Life.

## Bilder

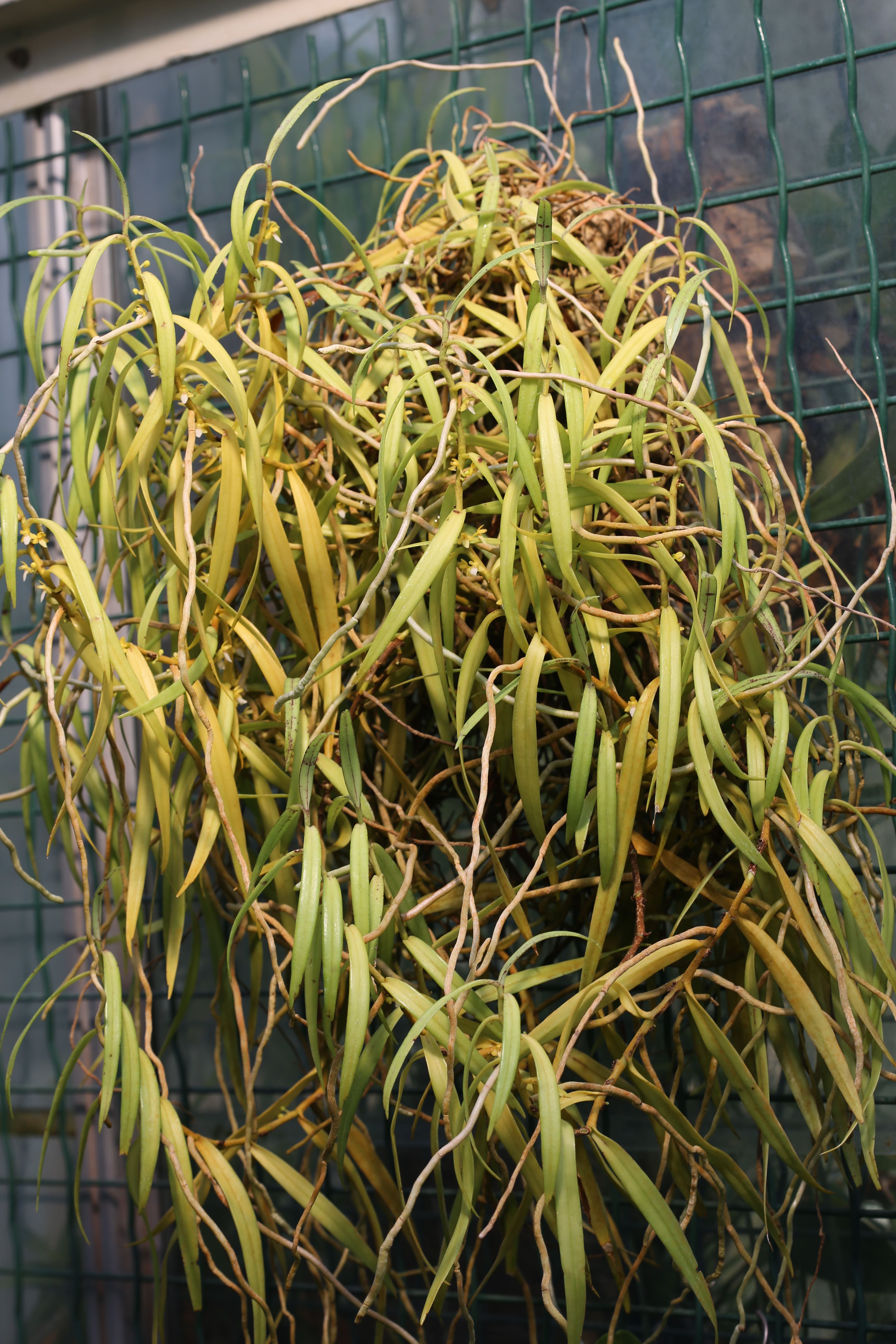
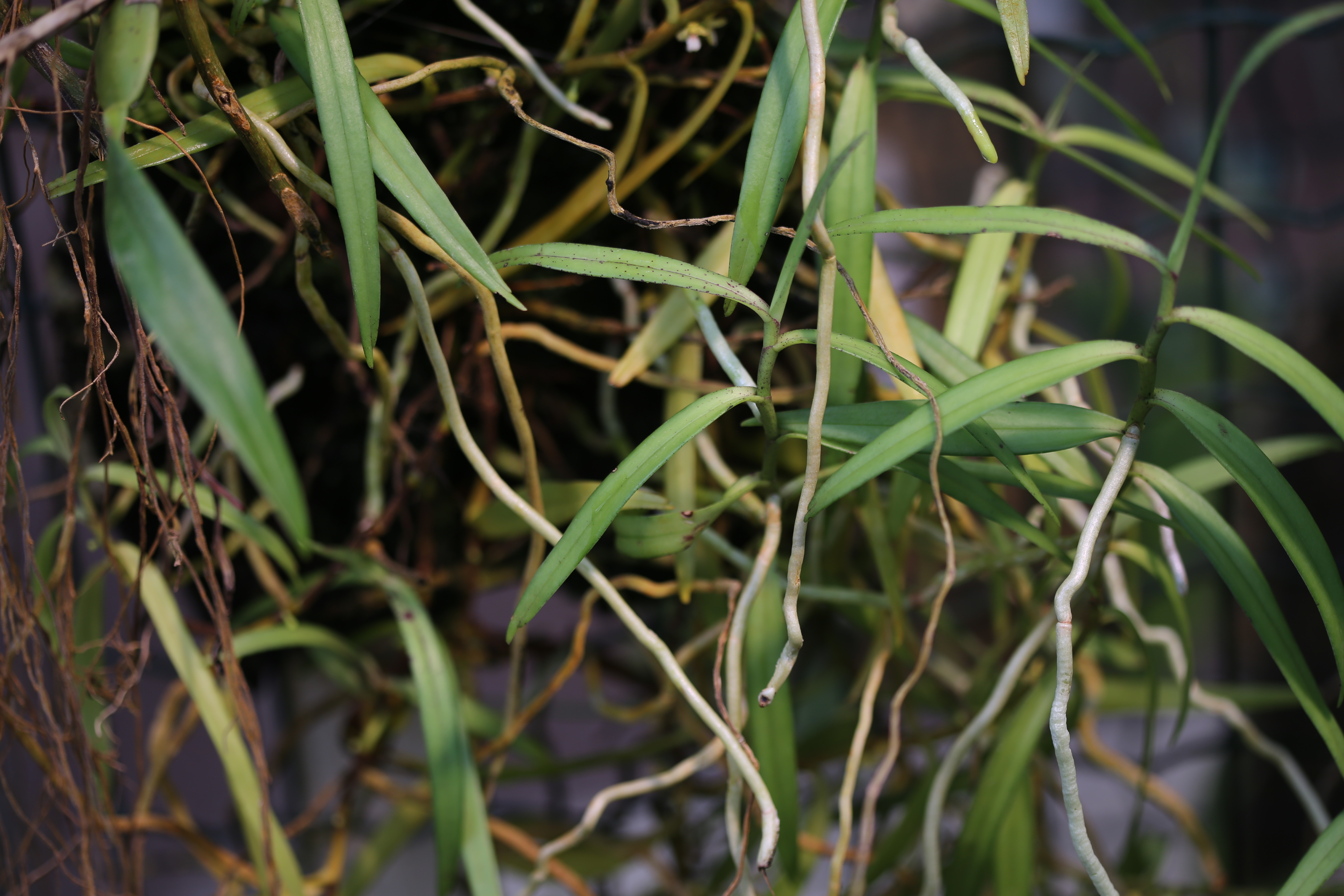
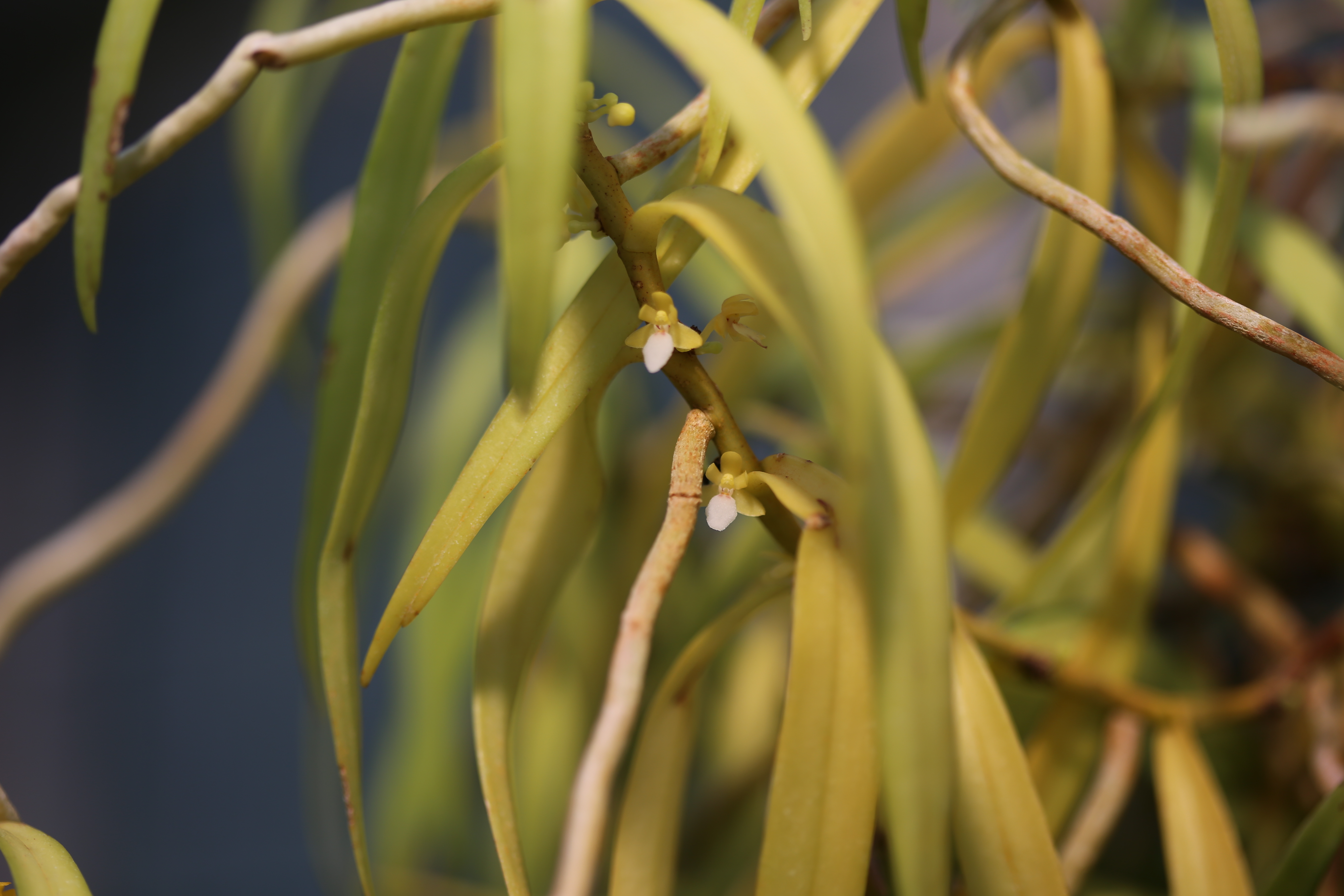
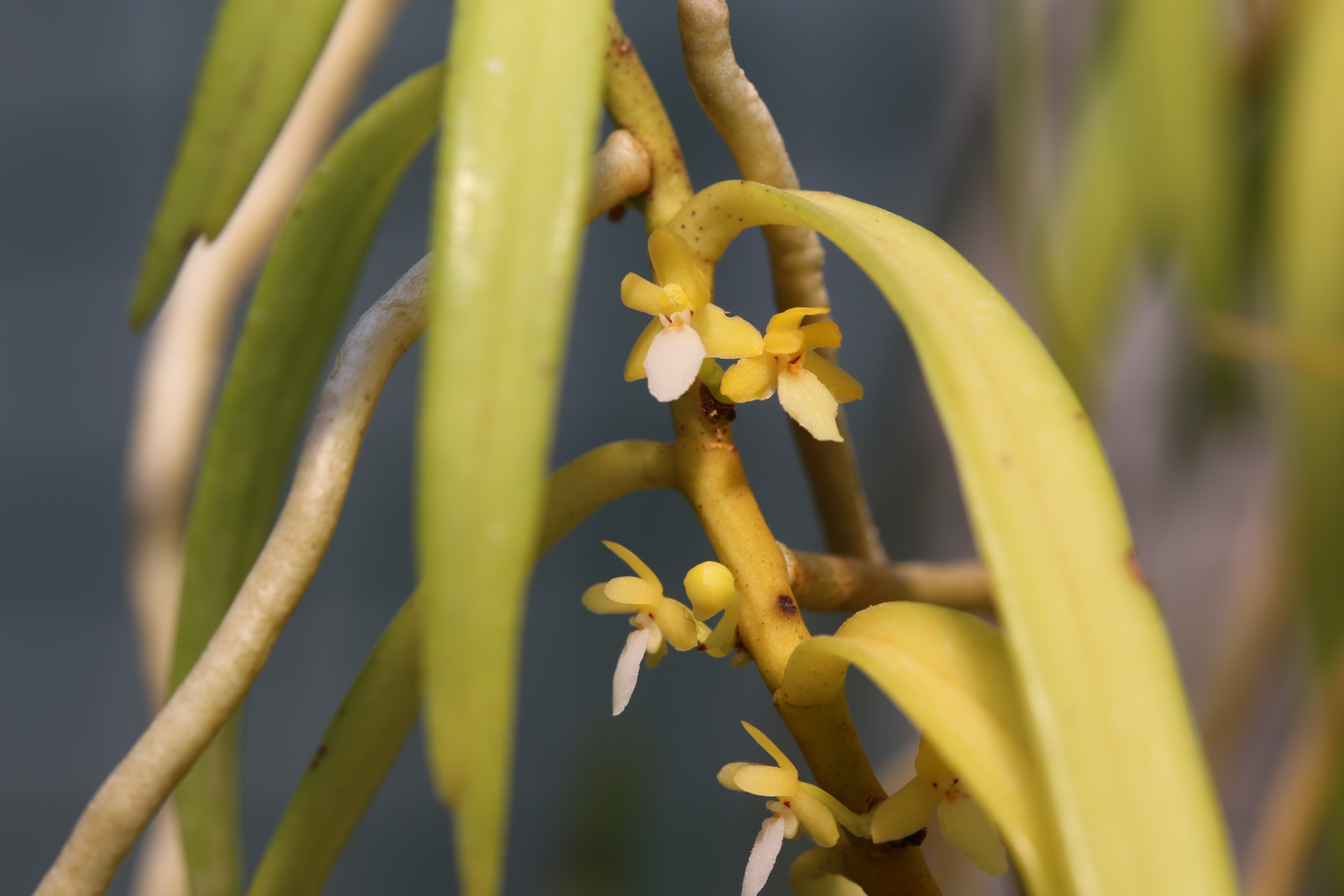